# Marian Billups Booth
Marian Billups Booth, född 4 maj 1864, död 5 januari 1937, var kapten inom Frälsningsarmén och William och Catherine Booths tredje dotter.
Allt sedan barndomen led Marian Billups Booth, mer känd som Marie, av en sjukdom som orsakade kramper och hon togs ofta om hand av sin syster Evangeline. Marie var det enda av William Booths barn, som inte kom att arbeta i direkt tjänst för Frälsningsarmén men hon tilldelades ändå kaptens rang inom denna organisation.